# Loxopterygium sagotii
Loxopterygium sagotii är en sumakväxtart som beskrevs av Joseph Dalton Hooker. Loxopterygium sagotii ingår i släktet Loxopterygium och familjen sumakväxter. Inga underarter finns listade i Catalogue of Life.